# Ust´-Małyje Czirki
Ust´-Małyje Czirki (ros. Усть-Малые Чирки) – wieś (dieriewnia) w Rosji, w obwodzie tiumeńskim, w rejonie gołyszmanowskim. W 2010 liczyła 138 mieszkańców.